# NGC 7358
NGC 7358 é uma galáxia lenticular (S0) localizada na direcção da constelação de Tucana. Possui uma declinação de -65° 07' 18" e uma ascensão recta de 22 horas, 45 minutos e 36,3 segundos.
A galáxia NGC 7358 foi descoberta em 20 de Julho de 1835 por John Herschel.